# Таланг (рыба)
Таланг (лат. Scomberoides commersonnianus) — вид лучепёрых рыб из семейства ставридовых. Широко распространены в тропических и тёплых умеренных водах Индо-Тихоокеанской области. Максимальная длина тела 120 см. Морские пелагические рыбы. Обитают в прибрежных водах на глубине до 30 м. Ценная промысловая рыба. Популярный объект спортивной рыбалки.

## Таксономия и этимология
Первое научное описание вида было сделано в 1801 году французским ихтиологом Бернаром Ласепедом (1756—1825) на основании образца из типового местообитания у берегов провинции Тулиара (Мадагаскар). Видовое название дано в честь французского натуралиста Филибера Коммерсона, чьи заметки и иллюстрации послужили описательным материалом для Ласепеда.

## Описание
Тело продолговатое, эллиптической формы, сильно сжатое с боков.  Рыло тупое. Дорсальный профиль головы слегка выпуклый, с чешуей на средней части затылка. Верхняя губа в средней части соединяется с рылом полоской кожи (уздечкой), у молоди разделены неглубокой бороздкой. Окончание верхней челюсти заходит далеко за вертикаль, проходящую через задний край глаза. На верхней челюсти зубы расположены в два ряда: внешний ряд увеличенных зубов конической формы, во внутреннем ряду зубы ворсинкообразные. Зубы на нижней челюсти расположены в два ряда, разделённых неглубокой бороздой; у взрослых особей зубы во внешнем и внутреннем рядах равны по величине; у молоди зубы во внешнем ряду более многочисленные и расположены ближе друг к другу по сравнению с зубами во внутреннем ряду. У молоди есть одна или две пары клыковидных зубов на симфизе нижней челюсти, которые исчезают по мере роста рыб. Есть ворсинковидные зубы на сошнике и нёбе. На первой жаберной дуге 8—15 жаберных тычинок (включая рудиментарные), из них на верхней части 0—3 жаберные тычинки, а на нижней —7—12 тычинок. Два спинных плавника разделены небольшим промежутком. В первом спинном плавнике 6—7 коротких отдельно сидящих колючек, которые располагаются в мелкой канавке. Во втором спинном плавнике один жёсткий и 19—21 мягкий луч. В анальном плавнике две отдельно посаженные колючки и 16—19 мягких лучей. В задних частях мягкого спинного и анального плавников лучи соединены мембраной только до середины луча. Длины оснований второго спинного и анального плавников одинаковые. Передние доли второго спинного и анального плавников удлинённые. Длина брюшных плавников сходна с длиной грудных плавников. Хвостовой плавник сильно выемчатый. Боковая линия немного прерывистая, делает небольшой изгиб вверх над грудными плавниками и далее идёт прямо до основания хвостового плавника. В боковой линии нет костных щитков. Чешуйки ниже боковой линии овальной формы, частично вдавлены в кожу. Позвонков: 10 туловищных и 16 хвостовых.

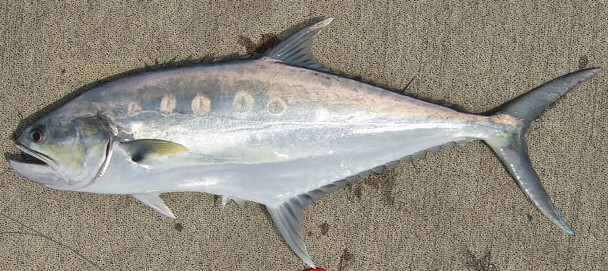

Верхние части головы и тела от голубоватого до тёмно-зелёного цвета; а нижние части — от серого до серебристого; крупные особи часто золотистые, особенно в нижней части тела. У взрослых особей по бокам тела выше боковой линии расположены 5—8 крупных пятен свинцового цвета; первые два пятна могут заходить ниже боковой линии. Первый спинной и анальный плавники от тёмного до чёрного цвета, равномерно пигментированные. Грудные плавники взрослых особей часто с тёмным пятном в нижней части.
Максимальная длина тела — 120 см, обычно до 90 см. Масса тела — до 16 кг.

## Биология
Морские пелагические рыбы. Обитают в прибрежных водах около рифов и океанических островов на глубине 15—30 м; иногда заходят в эстуарии (но избегают воды с пониженной солёностью). Образуют небольшие стаи. Питаются в дневные часы рыбами и головоногими. Молодь питается чешуёй и эпидермисом кожи других рыб.
Самки таланга впервые созревают при длине тела 47,6 см в возрасте три года, а 50% самок в популяции созревают при длине тела 63,5 см в возрасте 4—5 лет. Самцы созревают в возрасте 2—3 года при средней длине тела 38,5 см. Нерестятся в августе — марте. Абсолютная плодовитость варьирует от 259,5 до 2860 тысяч ооцитов. Максимальная продолжительность жизни составляет 11—12 лет.

## Ареал
Широко распространены в Индо-Тихоокеанской области от Южной Африки до Красного моря и Персидского залива; далее на восток вдоль побережья южной и юго-восточной Азии до Индонезии, Папуа-Новая Гвинея и Новой Каледонии; на север до юга Японии и на юг до Западной Австралии и Нового Южного Уэльса.

## Взаимодействие с человеком
Промысловая рыба. Мировые уловы в 2000 — 2011 годах варьировали от 4,3 до 13,7 тысяч тонн. Больше всех ловят Иран и Саудовская Аравия. Ловят дрифтерными и жаберными сетями, ярусами и кошельковыми неводами. Реализуется в свежем, замороженном, копчёном и вяленом виде. Популярный объект спортивной рыбалки. Рекордный экземпляр таланга массой 17,89 кг был выловлен 23 мая 2010 году у берегов Квазулу-Натал (ЮАР).
Как и у других представителей рода Scomberoides, колючие лучи первого спинного и анального плавников связаны с ядовитыми железами; их укол может быть довольно болезненным для человека.